# 김해객사 후원지
김해객사 후원지(金海客舍 後苑址)는 대한민국 경상남도 김해시 동상동에 있는, 객사이다. 2008년 2월 5일 경상남도의 기념물 제267호로 지정되었다.

## 현지 안내문
김해객사 후원지는 김해시 동상동 구 김해읍성 내의 포교당 경내에 위치하고 있다.
포교당 경내에는 駕洛古都宮墟碑와 분성대 및 연자루의 주춧돌로 추정되는 석물과 함허교의 교명주로 추정되는 석재 2기, 함허교의 판석으로 추정되는 석판 6기, 석불상 2기가 남아있다.
분성대와 함허정이 있었다고 전해지는 이 터는 가락국 후기의 왕궁터 혹은 수로왕비의 중궁터로도 전해지며 이후 우리나라 최초의 석탑인 파사석탑을 보관한 호계사와 조선시대에 들어서는 연자루와 함허정이 세워진 역사성을 가진 장소로 전해진다.
1928년 김해김씨 후손 김문배가 이 터에 대를 수축하여 분성대라 하고 비를 세우면서 가락고도궁허비라 이름하였다고 한다. 함허정은 1497년 김해부사 최윤신이 초창한 후 여러 차례 중수를 거친 연지 가운데의 정자였으나 1800년대 이전에 읍성 밖 북쪽으로 이건되었다고 한다.
함허정은 연자루의 북쪽 파사탑의 남쪽에 네모난 못을 파고 호계의 물을 끌어들여 돌아나가게 하고 그 가운데에 仮島를 쌓아 높은 집을 지었는데 집 위에 띠를 덮어 정자를 만들었고 물을 가로질러 다리를 놓았다고 한다. 또한 못에 물고기를 넣고 연을 심었으며 작은 배를 띄워 기생과 풍물을 싣고 뱃놀이를 즐겼다고 한다. 이러한 기록과 연자루와 함허정의 배치 관계는 1820년 경에 제작된 金海府內地圖를 통하여 확인할 수 있다.
본 지역은 시굴조사를 통해 현재의 석축과 평행하는 호안석축시설이 확인되었으며 석축내부에서 분청사기와 명문기와 등이 출토되어 이 지역이 고지도상에서 확인할 수 있는 15~6세기의 건축물이 있었다는 사실과 그 遺址임을 확인하였고, 이러한 내용은 문헌기록과 일치하는 것으로 여러 자료를 종합해 볼 때 현재 남아있는 이 터는 조선시대에 축조된 김해객사의 후원지이며 옛 관아의 후원양식을 알 수 있게 해주는 중요한 자료로 평가된다

## 참고 자료
- 김해객사 후원지 - 국가유산청 국가유산포털